# Emilio Gutiérrez González
Emilio José Gutiérrez González (Avilés, Asturias, España, 4 de enero de 1971) es un exfutbolista y entrenador español que jugaba de centrocampista.
Posee el máximo nivel de titulación como entrenador, así como el título de Dirección Deportiva por la RFEF y ha trabajado desde su retirada profesional como futbolista hasta 2025 en el área de captación de la cantera del FC Barcelona.
En mayo de 2025 es nombrado Director de Captación del fútbol base del Real Sporting de Gijón.

## Clubes
| Club                         | País     | Año       |
| ---------------------------- | -------- | --------- |
| F. C. Barcelona "C"          | España   | 1988-1989 |
| F. C. Barcelona "B"          | España   | 1989-1991 |
| Real Sporting de Gijón       | España   | 1991-1995 |
| Albacete Balompié            | España   | 1995      |
| Club Atlético Marbella       | España   | 1995-1996 |
| S. C. Beira-Mar              | Portugal | 1996-1997 |
| Málaga C. F.                 | España   | 1997      |
| Cultural y Deportiva Leonesa | España   | 1997-1999 |
| C. E. Sabadell F. C.         | España   | 1999-2000 |
| Terrassa F. C.               | España   | 2000-2001 |
| U. P. Langreo                | España   | 2001-2002 |